# Alidus biplagiatus
Alidus biplagiatus là một loài bọ cánh cứng trong họ Cerambycidae.
Đây loài duy nhất trong chi Alidus. Loài này được mô tả bởi Gahan năm 1893.